# Manège de vélocipèdes

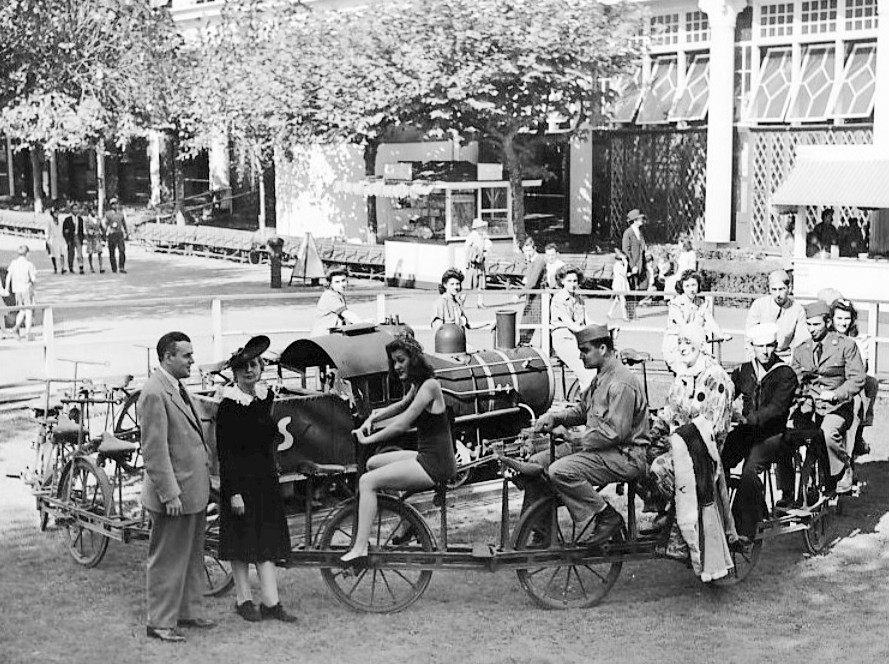
Bicycle Ride à Steeplechase Park, crée en 1897.

Un manège de vélocipèdes ou manège vélocipédique est une attraction de fête foraine inventée en Europe dans la seconde moitié du XIXe siècle et qui consiste en un manège mis en mouvement par des adultes montés sur des vélocipèdes au lieu de l'être par une mécanique autonome.

## Principe
Un manège de vélocipède se présente comme un manège ressemblant à un carrousel, mais dont le plateau circulaire est mis en rotation par l'énergie des visiteurs eux-mêmes, qui pédalent sur plusieurs vélocipèdes disposés sur un rail circulaire. Les pédaleurs doivent être adultes ou au moins adolescents afin d'avoir les jambes à la bonne taille pour actionner les vélocipèdes. Le plateau du manège comprend aussi des sièges où peuvent monter des enfants. 

## Modèles conservés

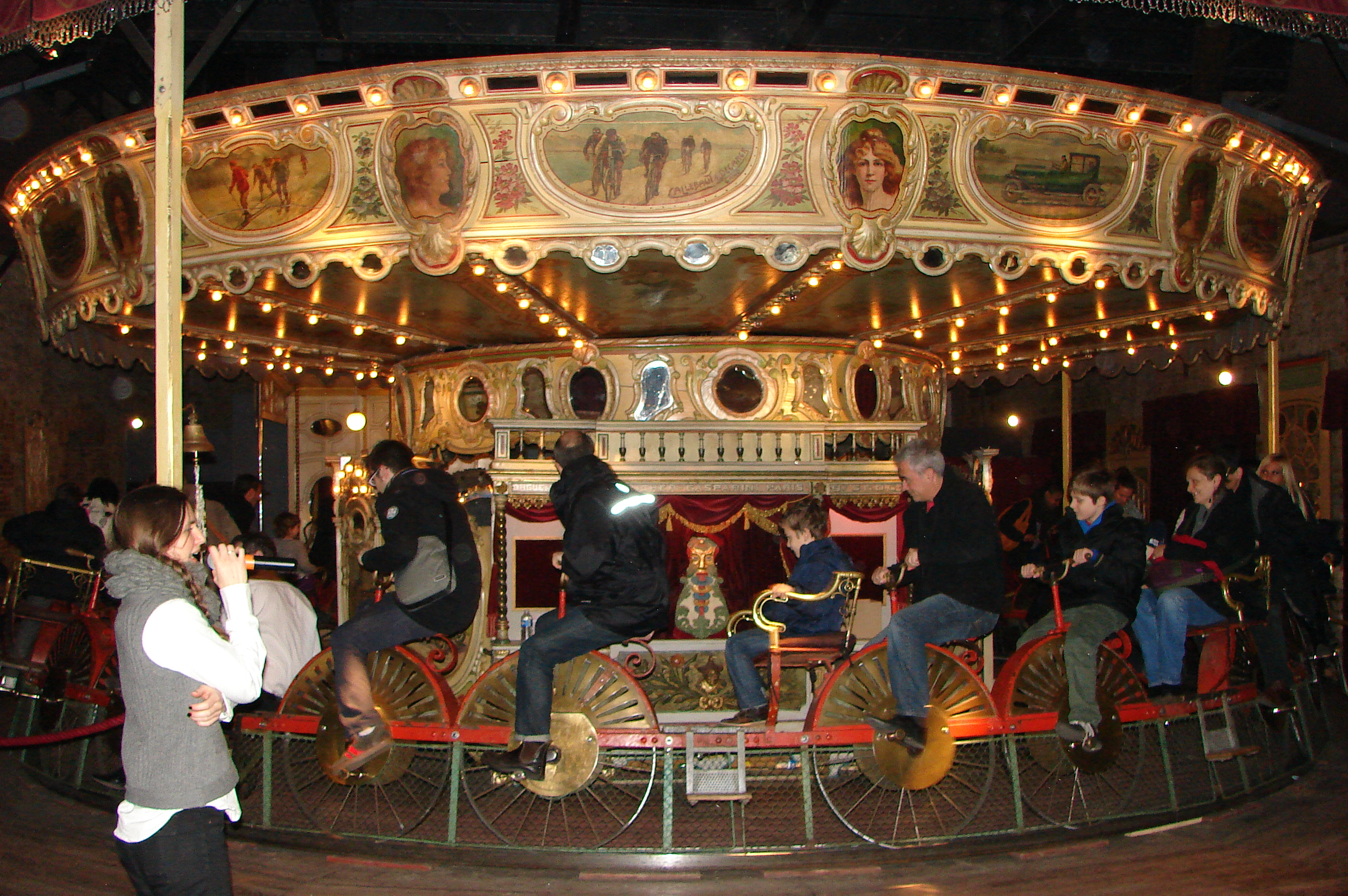
Manège vélocipédique datant de 1897 restauré au Musée des arts forains à Paris (France).

En 2011, il ne restait que deux modèles de manèges de vélocipèdes connus en Europe, selon le collectionneur Régis Masclet. Un modèle restauré et remis en service se trouve au Musée des arts forains à Paris, en France. Un autre modèle, fait en cuivre et mesurant 10 mètres de diamètre, a été restauré par Régis Masclet et est temporairement exposé au Parc du Thabor à Rennes, en France, à l'occasion du festival Tombées de la nuit en 2010.